# ADM-141

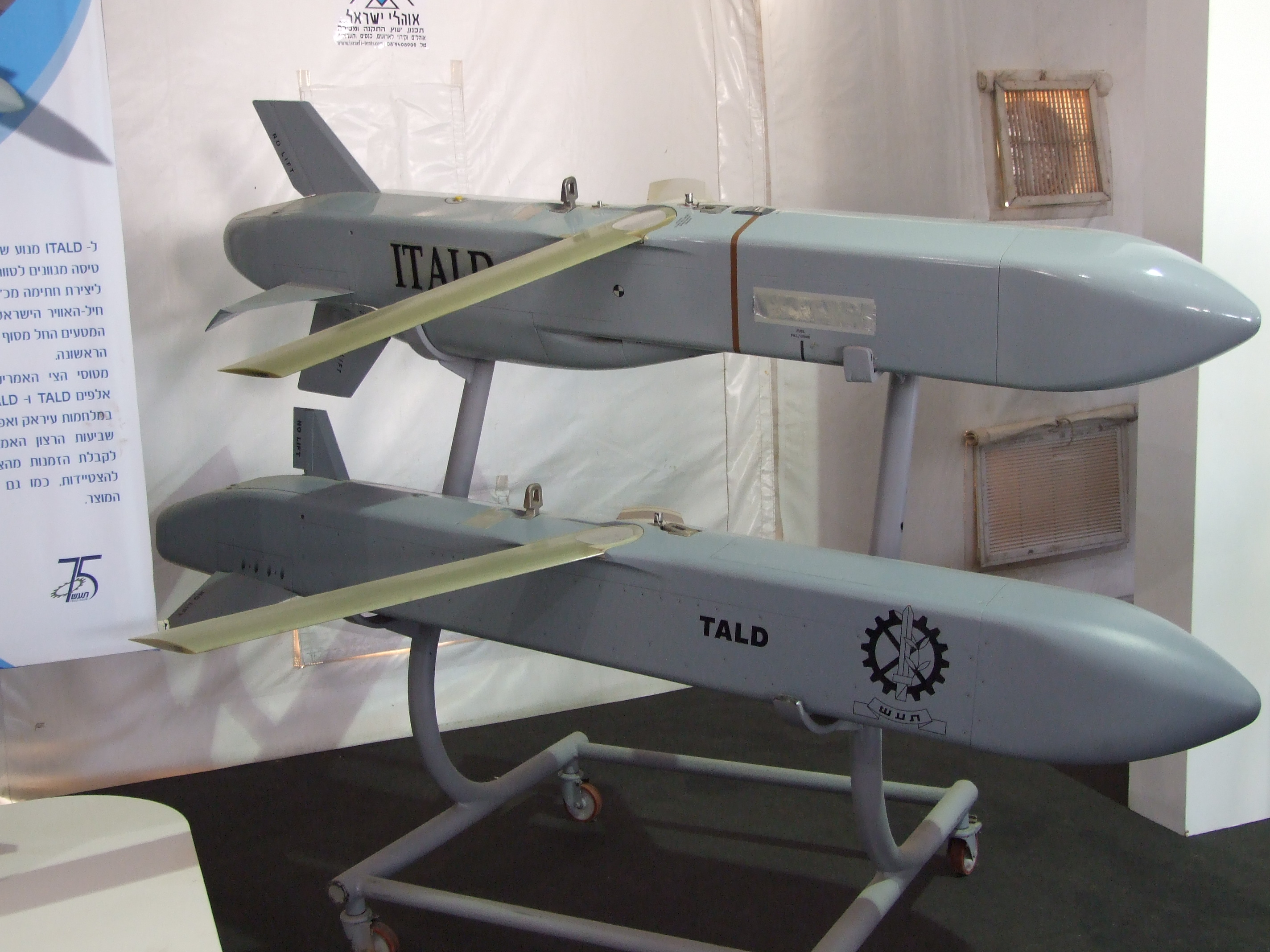
イスラエル・ミリタリー・インダストリーズのITALD（上）とTALD（下）。2008年9月21日

ADM-141は、アメリカ合衆国の空中発射式デコイ。無動力のADM-141A/Bは、Tactical Air-Launched Decoyの頭字語からTALD、ターボジェットエンジンを備えたADM-141CはImproved TALDからITALDと呼ばれている。

## 開発

### 背景
ブランズウィック社は、1970年代に一連の無動力のレーダーデコイを開発した。その一つであるModel 300は、サムソン（Samson）の名称でイスラエル・ミリタリー・インダストリーズでライセンス生産された。イスラエルは、1982年のレバノン侵攻中、ベッカー高原で行われたモール・クリケット19作戦でシリア軍の地対空ミサイル陣地を制圧する際にサムソンを運用し、成功を収めた。この作戦でサムソンは、チャフ・フレアの散布、ジャミングに加えデコイとして運用された。
この成功を受けてアメリカ合衆国海軍は2000機以上を1985年から1980年代末までに購入した。1985年、アメリカ合衆国海軍はTALDの名称で改良型を発注し、1987年に初納入された。これが、ADM-141である。

### ADM-141A/B
基本仕様のTALDは使い捨て式で、胴体に正方形の部分を有する無動力滑空機だった。高度12200mからの投下で126km、高度600mからの投下でも26km滑空した。A/B37U-1(V)1は最大36kgまでのチャフの散布機能を備え、A/B37U-1(V)2ではリューネブルクレンズによりレーダー投影面積を増加させるデコイ機能を備えた。
1993年以降、4000機以上が海軍向けに製造された。1991年の湾岸戦争の開戦時の砂漠の嵐作戦で100機以上が発射され、イラクのレーダーが索敵のために送信した時に対レーダーミサイルで攻撃してイラクの防空網を壊滅させて大成功を収めた。

### ADM-141C
1990年代初頭にブランズウィック社はテレダイン CAE モデル 312 (J700-CA-400)ターボジェットエンジンを動力として備える改良型TALD(ITALD)の開発に着手した。射程は高高度飛行時に300km以上、低高度で185kmに大幅に増え、高速で低高度を飛行したり、飛行速度を増減したり、機動飛行のような、より実際の航空機の飛行に近い飛行を再現するようになった。当初は20機のTALDをADM-141C ITALD仕様に改修する契約で1996年に初飛行した。この時にIMIはTALD系列のデコイの全ての権利を入手した。1996年にアメリカ海軍は200機のGPSと慣性航法装置を装備したADM-141Cを発注した。

## 配備
- アメリカ合衆国
- イスラエル